# Xiang Liang
En aquest nom xinès, el cognom és Xiang.
Xiang Liang (mort el 208 aEC) va ser un cap militar que va dirigir una revolta contra la Dinastia Qin.

## Biografia

### Inicis
Xiang era un nadiu de Xiaxiang (avui en dia Suqian, Jiangsu). Xiang era descendent d'una família que havia servit a l'Estat de Chu durant generacions. El pare de Xiang, Xiang Yan, havia estat un famós comandant militar, que va dirigir l'exèrcit de Chu per resistir les forces invasores de Qin dirigides per Wang Jian, i va ser mort en combat en el 223 aEC quan Qin va annexionar Chu.
Després de la caiguda de Chu, Xiang i els seus germans es van convertir en plebeus i va viure sota el govern de la Dinastia Qin durant anys. Quan el germà major de Xiang, Xiang Chao, morí, Xiang prengué ell fill de Xiang Chao, Xiang Yu, sota la seva custòdia. Xiang adorava al seu nebot, Xiang Yu, i el va fer instruir en les arts acadèmiques i l'esgrima, però Xiang Yu no dominava ni retenia el que li havien ensenyat i Xiang Liang va disgustar-se molt amb el seu nebot. Quan Xiang Yu expressà el seu interès en l'estratègia militar, Xiang Liang va tractar d'educar-lo però Xiang Yu va deixar l'aprenentatge després de comprendre els conceptes principals, ja que creia que tot això era només el tractament de la guerra com un joc d'escacs. Xiang Liang va deixar estar al seu nebot amb el temps, el qual no va manifestar cap signe de motivació o talent aparent, a part de la seva gran força, i va permetre a Xiang Yu decidir sobre el seu propi destí.

### Revolta contra la Dinastia Qin
L'any 209 aC, van esclatar rebel·lions camperoles per tota la Xina per enderrocar la dinastia Qin. Yin Tong, l'administrador nomenat per Qin de la Comandància de Kuaiji, va considerar revoltar-se contra el govern Qin i va convidar Xiang Liang a discutir com iniciar una rebel·lió. Tanmateix, Xiang Liang, ajudat per Xiang Yu, va matar Yin Tong i va iniciar la revolta pel seu compte, aconseguint reunir uns 8.000 homes per unir-se a la seva causa. Xiang Liang es va declarar llavors nou administrador de Kuaiji i va posar Xiang Yu al capdavant de les seves forces armades. Xiang Liang va conduir els seus seguidors a través del Iang-Tsé més tard i va establir una base a Xiapi. En aquell moment, alguns altres grups rebels van jurar lleialtat a Xiang Liang, augmentant encara més la força del seu grup rebel a entre 60.000 i 70.000.
L'any 208 aC, seguint el consell de Fan Zeng, Xiang Liang va enviar els seus homes a buscar Xiong Xin, nét del rei Huai de Chu i el va instal·lar al tron com a rei Huai II de Chu per aconseguir el suport de la gent dels antics territoris de Chu perquè s'unissin a ell en el derrocament de la dinastia Qin. Mentrestant, tot i que els Xiang van prestar lleialtat nominal al rei Huai II, en realitat tenien el control sobre l'exèrcit del grup rebel Chu.

### Mort
En el 208 aEC, Xiang va dirigir el seu exèrcit per atacar les forces Qin liderades per Zhang Han en la batalla de Dingtao. Xiang subestimà l'enemic i va ser mort en combat. Quan Zhang Han va ser derrotat més tard per Xiang Yu en la batalla de Julu, Xiang Yu va cremar vius als 200.000 soldats de Qin que s'havien rendit, com a sacrifici per l'esperit del seu oncle mort.